# 阿尔韦托·恩特雷里奥斯
阿尔韦托·恩特雷里奥斯（西班牙語：Alberto Entrerríos，1976年11月7日—），西班牙男子手球运动员。他曾代表西班牙国家队参加2008年夏季奥林匹克运动会手球比赛，获得一枚铜牌。

## 家庭
弟弟劳尔·恩特雷里奥斯。